# Hotel California (álbum)
Hotel California é o quinto álbum de estúdio da banda Eagles, e também o nome da música de maior sucesso do grupo,lançado a 8 de Dezembro de 1976. Este álbum está na lista dos 200 álbuns definitivos no Rock and Roll Hall of Fame
Demorou oito meses para ser gravado, entre Março e Outubro de 1976. O disco traz a música de maior sucesso do grupo: a faixa-título "Hotel California", além de outros sucessos como "New Kid In Town" e "Life In The Fast Lane". Teve participação do guitarrista Joe Walsh já como um membro fixo da banda, ele que tinha se juntado ao grupo no ano anterior, ocupando o lugar de Bernie Leadon.
Está em 37° na lista dos 500 melhores álbuns de todos os tempos da revista Rolling Stone, divulgada em 2003.
A banda recebeu dois Grammy Awards, um pela música "Hotel California" na categoria "Record Of The Year" e outro pela música "New Kid in Town" na categoria "Best Arrangement For Voices".

## Capa
A imagem da capa do álbum é do Beverly Hills Hotel. Foi fotografado por David Alexander.

## Faixas

### Lado 1
1. "Hotel California" (Don Felder, Don Henley, Glenn Frey) - 6:30
2. "New Kid in Town" (John David Souther, Don Henley, Glenn Frey) - 5:04
3. "Life In The Fast Lane" (Joe Walsh, Don Henley, Glenn Frey) - 4:46
4. "Wasted Time" (Don Henley, Glenn Frey) - 4:55

### Lado 2
1. "Wasted Time" (reprise) (Don Henley, Glenn Frey, Jim Ed Norman) - 1:22
2. "Victim Of Love" (Don Felder, John David Souther, Don Henley, Glenn Frey) - 4:11
3. "Pretty Maids All In A Row" (Joe Walsh, Joe Vitale) - 4:05
4. "Try And Love Again" (Randy Meisner) - 5:10
5. "The Last Resort" (Don Henley, Glenn Frey) - 7:25